# Jim Jones (szektaalapító)
James Warren „Jim” Jones (Crete, Randolph megye, Indiana, 1931. május 13. – Jonestown, Guyana, 1978. november 18.) az Amerikai Egyesült Államokban a Peoples Temple  (azaz a Népek Temploma) elnevezésű új vallási szekta alapítója és vezetője volt.

## Ifjúsága
James egy Indiana állam határánál lévő kisvárosban született 1931. május 13-án. Szülei James Thurman Jones (1887-1951), az I. világháború veteránja, és Lynetta Putnam (1902-1977) volt. Anyja azt képzelte, hogy ő adott életet a Messiásnak. Gazdasági nehézségek miatt a nagy gazdasági világválság idején a család az indianai Lynnbe költözött 1934-ben, ahol egy vízvezeték nélküli kunyhóban éltek.
Sokat olvasott Leninről, Mussoliniról, Churchillről és Hitlerről, különösen megfigyelve azok erősségeit és gyengeségeit. Már ekkor látogatta a könyvtárakat, s mivel nehezen szerzett barátokat, érdeklődése a vallások felé fordult. Gyermekkori ismerősei szerint „nagyon furcsa gyermek” volt, aki már ekkor vallási megszállott volt, s különösen a halál érdekelte. Ezért gyermekkorában állatokat kínzott, de csak azért, hogy megnézze, hogyan távozik el belőlük az élet. Imádott a temetőkben sétálgatni, legtöbbször ott fogyasztotta el szerény uzsonnáját.
Apja a Ku Klux Klán tagja volt, s emiatt később nézeteltérésük lett, mivel nem engedte, hogy Jones afroamerikai ismerőseit vigye haza. Miután szülei elváltak, Jones édesanyjával Richmond, Virginia-ba költözött. A Richmondi High School növendéke lett, ahol jó tanulmányi eredménnyel, korkedvezménnyel végzett. Később több egyetemre is bejelentkezett, és sikerült is tovább tanulnia az Indiana University-n, ahol egy alkalommal beszédet mondott Eleanor Roosevelt, aki ekkor az afroamerikaiak esélyegyenlőségről beszélt, s ez nagy hatással volt rá. Ez időben vette feleségül Marceline Baldwint.

## Indianai kezdet
1951-ben Indianapolisba költözött, ahol részt vett az Amerikai Kommunista Párt nagygyűlésein, illetve rendezvényein. Ebben az időszakban zajlanak a McCarthy-féle meghallgatások, s a kommunista érzelműeket az amerikai közvélemény kiközösíti magából. Az e fölött érzett frusztráció miatt merült fel benne az a gondolat, hogy a marxizmus tanait elsősorban az egyházak igazolják.
Rövid időn belül a Sommerset Southside Metodista templom lelkésze lett, de azt – saját állítása szerint – elhagyta, mivel a templom elzárkózott az afroamerikaiak befogadásától. Mint kiváló szónok, s jó szervező hamarosan sikerült elég komoly befolyásra szert tennie, s megalapította a Népek Templomát, melynek elsődleges célja a fajok közötti egyetértés megteremtése. Ebben az időben eltávolodott a kommunista párt nézeteitől.

## Az elképzelt nukleáris háború küszöbén

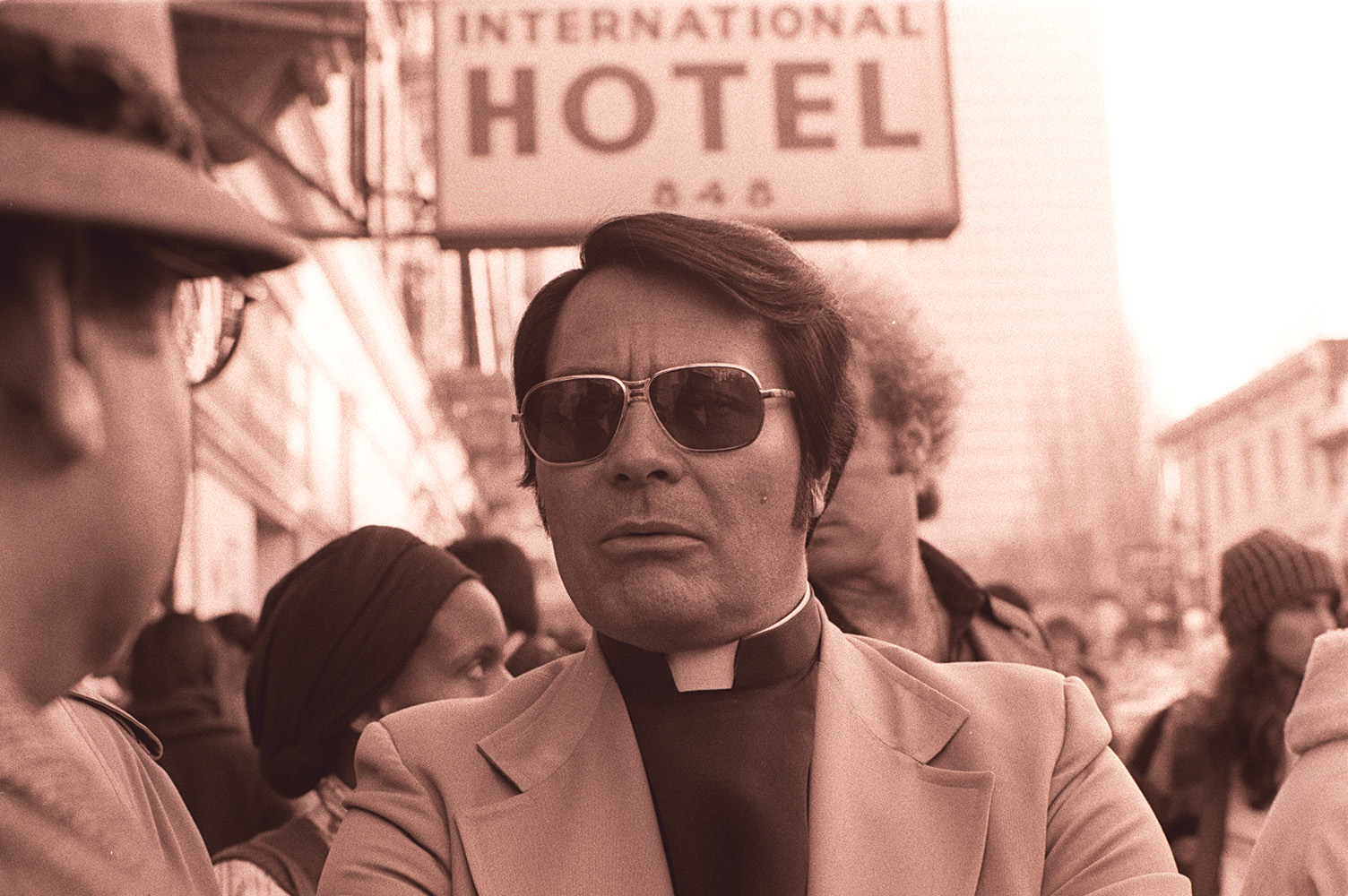
Jim Jones tiszteletes 1977-ben

Miután 1961-ben prédikációt tartott a várható nukleáris katasztrófáról, elkezdte keresni közösségének új, biztonságos helyét. Ezért utazásokat tett Brazíliába, majd 1963-ban átköltöztette gyülekezetét Kaliforniába. Elsődlegesen a gazdasági egyenlőtlenség, illetve a rasszizmus megnyilvánulása elleni tiltakozásként alapította meg gyülekezetét Kaliforniában, elsősorban azoknak a színes bőrű állampolgároknak kívánt menedéket, állást és élelmet nyújtani, akik különben képtelenek lettek volna boldogulni a társadalomban. Jóságával és kedvességével egyre szimpatikusabbá vált az emberek szemében, ennek okán egyre többen kezdtek el csatlakozni csoportjához.
Jim Jones nem csak hívei körében vált népszerűvé és tett szert nagymértékű elismerésre, hanem a társadalom keretén belül is, ezt pedig mi sem bizonyítja jobban, mint az, hogy 1975-ben megszerezte a Legkiválóbb Amerikai Egyházatya címet, 1977-ben pedig a Martin Luther King Jr. Emberbaráti Díjat. Ám idővel Jones személye és a szektájában zajló dolgok menete egyaránt változni kezdett. Biszexuális kicsapongásai voltak, valamint különféle kábítószereket kezdett fogyasztani, melynek hatására egyre agresszívebbé és intoleránsabbá vált családjával és barátaival szemben. Furcsa elképzelései és víziói támadtak, ilyen például egy nukleáris holokauszt bekövetkeztének megjósolása, melynek fenyegető veszélye elől menteni szerette volna az akkorra már 1200 főre duzzadt gyülekezetét. Míg korábban követői társadalmi integrációjáról kívánt gondoskodni, a későbbiekben egyre inkább azon iparkodott, hogy hogyan tudná magát és híveit a társadalomtól elszigetelni.

## A guyanai Jonestown
Miközben egyháza gyarapodott, és egyre többen hittek Jones csodás gyógyító és természetfeletti képességeiben („ha Istent keresel bennem, Isten leszek” – mondta, néha pedig Krisztussal azonosította magát), a hatóságok gazdasági bűncselekményekkel vádolták meg. Jones tiszteletes egyre inkább szélsőbalos politikai egyházzá formálta közösségét, és a hetvenes években kitalálta, hogy el kell hagyniuk az elnyomó, rasszista Egyesült Államokat. Afféle újkori önjelölt Mózesként Dél-Amerika egyik legszegényebb országában, az angol nyelvű Guyanában vásárolt pár négyzetkilométert az őserdőben, itt kezdték machetékkel kialakítani azt a területet, ahová 1977-re ezer híve költözött át Amerikából.

### Tömeggyilkosság

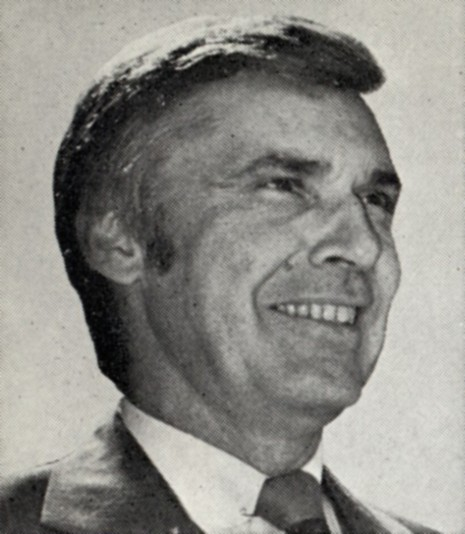
Leo Ryan kongresszusi képviselő

A Jonestownban történtek híre hamar eljutott az Egyesült Államokba. Ezért egy kaliforniai képviselő, Leo J. Ryan néhány újságíróval együtt érkezett Guyanába, hogy megnézze, igazak-e a hírek. Első este talán még Jones is elhitte, hogy a barátságos Patyomkin-falu valóság. Éjszaka azonban valaki becsúsztatott egy cetlit a képviselőhöz, hogy ne higgyen a szemének, ő például – írta az illető – meg akar velük szökni. Másnap ezért újabb interjúkat készítettek, és összesen tucatnyi ember jelentkezett, hogy szeretne felülni velük a gépre, azonnal hazatérne Amerikába. Ebből komoly feszültség lett, de némi alkudozás után a delegáció a jelentkezőkkel együtt hagyta el Jonestownt 1978. november 18-án. Már a néhány kilométerre lévő reptéren voltak, amikor a táborból egy teherautó ment utánuk. A platóról gépfegyverrel nyitottak tüzet a delegációra. Ryan képviselő és az újságírók is meghaltak, amiképp az operatőr is, aki felvette a támadást, amíg forgott a kamerája, valamint egy szektatag is, aki szeretett volna elmenekülni a delegációval. 
A reptéri mészárlással egy időben Jones összehívta a gyülekezeti tagságot, és bejelentette nekik, hogy mindennek vége: a gyilkosság után Jonestownt ellenségei el fogják pusztítani, nincs menekvés. A fennmaradt felvételeken hallható, ahogy ekkor a kollektív öngyilkosságról kezd beszélni.
A People's Temple-ben többször beszéltek az öngyilkosság lehetőségéről, a többség azonban addig valószínűleg nem vette ezt szó szerint. A szekta vezetői annál inkább. Mint kiderült, a megelőző hónapokban nagy mennyiségű kálium-cianidot szereztek be. A sejtlégzést bénító mérget nyugtatókkal együtt üdítőitalba keverték, amit tartályokban vittek ki a tragikus napon. A falu körül gépfegyveres őrök álltak, hogy senki ne szökhessen meg a halál elől. Ugyanakkor voltak, akiknek sikerült. De akadtak olyanok is, akik nem voltak hajlandóak elfogyasztani a ciánt, őket halálos adag cián beinjekciózásával ölték meg. A szülők először megitatták a mérget saját gyerekeikkel, majd maguk is megitták. Csak egy tucatnyi ember élte túl a borzalmat: néhányuknak sikerült elbújni és megszökni, egy idős asszony pedig átaludta az eseményt. Reggelre 900 holttest feküdt az esőerdő közepén.
Jones főbe lőtte magát – utólag azt gyanították, nem merte bevenni a mérget. Azóta is vitatott, helyes-e tömeges öngyilkosságként kezelni a tragédiát. Bár az emberek többsége minden jel szerint valóban magát ölte meg, mindezt felszólításra, fegyveres őrökkel körbevett környezetben történt, ahol egy kényszerítő környezetben nyomást gyakoroltak rájuk. A 317 gyermekáldozat az öngyilkosság elkövetéséről dönthetett, a szülők beszélték rá őket, hogy igyák meg vagy kényszerítették beléjük a mérget. De azon felnőttek esetében, akiket nem méreginjekcióval öltek meg (hanem önként itták meg a ciánt), szintén erősen kétséges, hogy mennyire voltak urai saját döntésüknek. Bár formálisan valószínűleg ők határoztak a halálukról, mindezt nyomás alatt és kényszerítő körülmények közt tették. Habár a sajtóban rendszerint öngyilkosságként írnak az esetről, az elmenekült túlélők némelyikének nézőpontja szerint ez az esemény valójában gyilkosság volt, hiszen kényszerítették az áldozatokat az öngyilkosság elkövetésére. Ugyanakkor voltak olyanok is, akiket méreginjekció beadásával öltek meg. 
Egy 2007-ben készült dokumentumfilm sorozat interjúrészletében (amelyet Dr. Michael H. Stone törvényszéki pszichiáter közreműködésével a Most Evil című dokumentumfilm sorozathoz készítettek) Tim Carter túlélő arról beszélt, hogy szerinte a méreginjekcióval megmérgezett áldozatok holttestét a fegyveres őrök szándékosan úgy rendezték el, hogy haláluk öngyilkosságnak tűnjön. Az elmenekült túlélők közül többen, többek között Stanley Clayton ,egy volt szektatag, valamint Jim Jones fia is (egy 2006-ban készült dokumentumfilmben elhangzott interjú nyilatkozatában) egyértelműen gyilkosságnak tartja, és visszautasítja azt az állítást, miszerint ez valódi tömeges öngyilkosság lett volna.

## Érdekességek
Jim Jones három fia nem volt jelen a tömeges öngyilkosságnál, mivel Stephan, Jim Jr. és Tim Jones, Jonestown kosárlabdacsapatának tagjaiként éppen a guyanai fővárosban, Georgetownban tartózkodtak, ahol egy tornán vettek volna részt. Az apjuk telefonon visszarendelte őket, elmondta nekik a tervezett tömeges öngyilkosságot, de a fiúk nem engedelmeskedtek és a fővárosban maradtak. Később több alkalommal is kihallgatták őket, illetve őrizetbe vették az üggyel kapcsolatban. Ma a nyilvánosságtól teljesen visszavonulva élnek az Egyesült Államokban.

## Emlékezete
- A Manowar együttes az 1984-es Sign of The Hammer lemezén szerepeltet egy, a tömeggyilkosságról írt dalt Guayana (The Cult of the Damned) címmel.
- A SKYND együttes Chapter II lemezén szerepel egy témához fűződő zeneszám, Jim Jones címmel.
- Az Accept együttes a The Rise Of Chaos nevezetű albumán Koolaid címmel szerepel egy zeneszám a témáról.[5]
- A magyar Raksha Bandhan együttes a Welcome to Jonestown című dalt írta a témáról bemutatkozó albumán

## Fordítás
- Ez a szócikk részben vagy egészben  a   Jim Jones című angol Wikipédia-szócikk fordításán alapul.  Az eredeti cikk szerkesztőit annak laptörténete sorolja fel. Ez a jelzés csupán a megfogalmazás eredetét és a szerzői jogokat jelzi, nem szolgál a cikkben szereplő információk forrásmegjelöléseként.